# David Herndon
Pour les articles homonymes, voir Herndon.
Kenneth David Herndon (né le 4 septembre 1985 à Panama City, Floride, États-Unis) est un lanceur de relève droitier au baseball qui a évolue dans les Ligues majeures avec les Phillies de Philadelphie entre 2010 et 2012.

## Carrière
David Herndon fait ses débuts dans les majeures le 5 avril 2010 alors qu'il vient lancer la neuvième manche du match opposant son équipe, les Phillies de Philadelphie, aux Nationals de Washington.
Il effectue 47 sorties en relève pour les Phillies en 2010 et est employé pendant 52 manches et un tiers au monticule. Le 27 juillet contre Arizona, il gâche une occasion de sauvetage mais est tout de même crédité de sa première victoire dans les majeures.
En 2011, les Phillies l'envoient 22 fois au monticule. Malgré une moyenne de points mérités de 3,32 il ne remporte qu'une décision sur cinq. Après cinq parties jouées pour Philadelphie en 2012, Herndon est réclamé au ballottage par les Yankees de New York.